# Сунбэй
Сунбэ́й (кит. упр. 松北, пиньинь Sōngběi, буквально: «к северу от Сунгари») — район городского подчинения города субпровинциального значения Харбин провинции Хэйлунцзян (КНР). В район входят территории, традиционно используемые харбинцами для отдыха.

## История
Район был образован в 2003 году из прилегающих земель района Даовай и уезда Хулань.

## Административное деление
Район Сунбэй делится на 5 уличных комитетов (в городе Харбин) и 2 посёлка.
| № | Название   | Название (кит.)  | Статус          | Население чел. (2010) | На карте                         |
| - | ---------- | ---------------- | --------------- | --------------------- | -------------------------------- |
| 1 | Сунбэй     | 松北街道办事处   | уличный комитет | 74743                 | 45°48′49″ с. ш. 126°31′03″ в. д. |
| 2 | Сунпу      | 松浦街道办事处   | уличный комитет | 70869                 | 45°48′49″ с. ш. 126°31′03″ в. д. |
| 3 | Лэе        | 乐业镇           | поселок         | 31479                 | 45°57′52″ с. ш. 126°30′50″ в. д. |
| 4 | Дуйциншань | 对青山镇         | поселок         | 29867                 | 45°55′40″ с. ш. 126°20′26″ в. д. |
| 5 | Ваньбао    | 万宝街道办事处   | уличный комитет | 25591                 | 45°48′49″ с. ш. 126°31′03″ в. д. |
| 6 | Саньдянь   | 三电街道办事处   | уличный комитет | 3860                  | 45°48′49″ с. ш. 126°31′03″ в. д. |
| 7 | Тайяндао   | 太阳岛街道办事处 | уличный комитет | 439                   | 45°48′49″ с. ш. 126°31′03″ в. д. |

## Соседние административные единицы
Район Сунбэй граничит со следующими административными единицами:
- Районы Даоли и Наньган (на юге)
- Район Даовай (на востоке)
- Район Хулань (на севере)
- Городской округ Суйхуа (на западе)